# Alfred Newman
Alfred Newman (New Haven, Connecticut, 17 de março de 1900 – Hollywood, Califórnia, 17 de fevereiro de 1970) foi um dos principais compositores estadunidenses de músicas para filmes. Foi também chefe de uma grande família de compositores, entre eles seus irmãos Emily Newman, Lionel Newman, e seus filhos David Newman e Thomas Newman, e seu sobrinho Randy Newman.
Newman compôs cerca de 200 filmes e recebeu 45 indicações para o Óscar sendo superado agora por John Williams com 47, e Walt Disney com 59 indicações. Ele foi vencedor nove vezes do Óscar; em 1940 chegou a ser indicado por quatro filmes diferentes. Entre 1938 e 1957, conseguiu a incrível marca de vinte anos consecutivos de indicações. Ele também foi o criador da famosa fanfarra da 20th Century Fox.

## Biografia
Músico, compositor e arranjador, Newman iniciou os estudos musicais muito cedo, sob o incentivo da mãe, Luba Kossakoff. Estudou piano com Alexander Lambert e Sigsmond Stojowski e, em Nova Iorque, estudou composição com George Wedge e Rubin Godmark. Foi um menino prodígio, aos seis anos já participava de recitais públicos e, aos oito anos, sob a direção de Paderewski, deu um concerto em Nova Iorque. Aos 12 anos tocou piano nas orquestras de Boston e New Haven, aos 16 anos iniciou a carreira de regente, dirigindo o primeiro dos "George White Scandals", peça musicada da Broadway na década de 1930. Newman participou e dirigiu diversos espetáculos musicais da Broadway até 1929, e em 1930 foi para Hollywood, passando a estudar composição com Arnold Shoemberg e a fazer temas de filmes. Em 1940, Newman assumiu a direção musical da Fox, criando o tema de abertura da própria produtora.

### Prêmios
Newman ganhou um total de nove prêmios da Academia, o segundo maior ganho por um indivíduo (Walt Disney ganhou 22). E foi nomeado para um total de 45, tornando-se o compositor mais nomeados na história do Oscar até que em 2012, John Williams que estava empatado com ele, o superou recebendo duas indicações ao Oscar 2012, ficando com 47 indicações no total. Entre 1938 e 1957, Newman foi indicado ao Oscar pelo menos um a cada ano. Quarenta e três indicações de Newman foram de Melhor Trilha Sonora Original (o mais indicando nesta categoria é Williams com 44), enquanto dois foram para Canção Original.
Em 1940, Newman foi indicado por seu trabalho em quatro filmes diferentes, mas perdeu para o score de Herbert Stothart para O Mágico de Oz. Este ano também é notável por Max Steiner perder o prêmio por seu trabalho em Gone with the Wind, uma trilha sonora amplamente considerada uma das melhores já escritas. Victor Young é o único compositor além de Newman, a conseguir a façanha de receber quatro indicações em um ano, e o único a fazê-lo em duas ocasiões. As trilhas sonoras de Alfred Newman para o Furacão e O Prisioneiro de Zenda foram nomeados no momento em que os compositores não eram elegíveis para a categoria de pontuação. Ele também recebeu uma indicação ao Globo de Ouro (a título póstumo pela sua pontuação para o aeroporto), mas não ganhou. Da mesma forma, ele recebeu uma indicação póstuma para o Grammy pelo mesmo filme, mas novamente não ganhou.
Sua pontuação para How the West Was Won foi classificado pelo American Film Institute como uma das maiores 25 trilhas sonoras americanas de todos os tempos, em seus 100 Anos de AFI. Outras dez trilhas sonoras de Newman também foram nomeadas:
- Aeroporto (1970)
- All About Eve (1950)
- Captain from Castile (1947)
- The Greatest Story Ever Told (1965)
- How Green Was My Valley (1941)
- O Corcunda de Notre Dame (1939)
- Love is a Many-Splendored Thing (1955)
- The Robe (1953)
- The Song of Bernadette (1943)
- Wuthering Heights (1939)

Newman tem uma estrela na Hollywood Walk of Fame em 1700 Vine Street.

## Características
Apresentava um estilo lírico, operístico e dramático, colocando a música em contraposição à ação do filme, estilo inventado e empregado por Max Steiner.

## Filmografia parcial
- Street Scene (No Turbilhão da Metrópole) (1931)
- The House of Rothschild (A Casa de Rothschild) (1934)
- Nana (Naná) (1934)
- The Dark Angel (O Anjo das Trevas) (1935)
- Dodsworth (br: Fogo de Outono pt: Veneno Europeu) (1936)
- Stella Dallas (Stella Dallas) (1937)
- The Hurricane (O furacão) (1937)
- Alexander's Ragtime Band (Epopeia do Jazz) (1938)
- Wuthering Heights (O Morro dos Ventos Uivantes) (1939)
- The Rains Came (E As Chuvas Voltaram) (1939)
- Gunga Din (Gunga Din) (1939)
- Tin Pan Alley (A Vida é Uma Canção) (1940)
- How Green Was My Valley (Como Era Verde o Meu Vale) (1941)
- The Song of Bernadette (A Canção de Bernadette) (1942)
- The Pied Piper (Os Abandonados) (1942)
- Ten Gentlemen from West Point (Dez Cavalheiros de West Point) (1942)
- To the Shores of Tripoli (Defensores da Bandeira) (1942)
- Heaven Can Wait (O Diabo Disse Não) (1943)
- The Keys of the Kingdom (As Chaves do Reino) (1944)
- Wilson (Wilson) (1944)
- The Razor’s Edge (O Fio da Navalha) (1946)
- Twelve O’Clock High (Almas em Chamas) – música coral da apresentação do filme.
- Captain from Castile (O Capitão de Castela) (1946) – partitura musical, com destaque para a cena final da marcha dos conquistadores.
- Mother Wore Tights (E os Anos Passaram) (1947)
- When My Baby Smiles at Me (Quando o Amor Sorri)
- The Gunfighter (O Matador) (1950) – música de apresentação.
- David and Bathsheba (Davi e Betsabá) (1951)
- Fourteen Hours (Horas Intermináveis) (1951)
- The President's Lady (O Destino Me Persegue) (1952)
- With a Song in My Heart (Meu Coração Canta) (1952)
- The Egyptian (O Egípcio) (1953)
- Call me Madam (Sua Excelência a Embaixatriz) (1953)
- The Robe (O Manto Sagrado) (1953) – música que acompanha Cristo carregando a cruz.
- Demetrius and Gladiators (Demétrio e os Gladiadores) (1954)
- Love is a Many-Splendored Thing (Suplício de Uma Saudade) (1955)
- The King and I (O Rei e Eu) (1956)
- A Certain Smile (Um Certo Sorriso) (1958)
- The Diary of Anne Frank (O Diário de Anne Frank) (1959)
- How the West Was Won (A Conquista do Oeste) (1962)
- The Greatest Story Ever Told (A Mais Bela História de Todos os Tempos) (1965)
- Nevada Smith (1966)
- Camelot (Camelot) (1968)
- The Airport (O Aeroporto) (1970) – último filme